# Сходи до Неба (фестиваль)
Фестиваль «Сходи до Неба» — щорічний міжнародний фестиваль Слова-Музики-Жінки, в основу якого покладена просвітницька ідея об'єднання людей через культуру – «Сходи у кожного різні, але Небо — одне».
Ідеолог та президент фестивалю – письменник, філософ, громадський діяч Володимир Сімонов. Форми проведення фестивалю «Сходи до Неба» – гала-вистава open-air на сходах Національного центру ділового та культурного співробітництва «Український дім» на Європейській площі Києва, благодійні концерти в Національній філармонії України та в академічних оперних театрах України, організація майстер-класів видатних діячів мистецтва для молодих музикантів – студентів, учнів, починаючих виконавців. В заходах фестивалю «Сходи до Неба» беруть участь видатні українські та іноземні майстри опери, балету, академічної та джазової музики, моди, які визнані у світі.

## Ідеологія
Ключовою ідеєю фестивалю є утвердження через гармонію і красу єдності світу, створення з допомогою слова-музики-моди-квітів простору для життєтворчості жінки.
|  | Мета Фестивалю - знаходження шляхів взаєморозуміння через натхнення творчістю видатних майстрів культури, формування простору довіри, любові і світла, переживання чуда зустрічі з миротворчістю великих артистів.Оригінальний текст (рос.) «Цель Фестиваля – нахождение путей взаимопонимания через вдохновение творчеством выдающихся мастеров культуры, формирование пространства доверия, любви и света, переживание чуда встречи с миротворчеством великих артистов» |

## Історія

Виступ білоруської групи «Камерата» на гала-виставі міжнародного фестивалю «Сходи до Неба»

Вручення призу фестивалю «Сходи до Неба» «Муза Генія» Світлані Солов'яненко

Колекція вечірніх суконь «Танок Себе-Світанку» від Ольги Сімонової

Перша гала-вистава фестивалю «Сходи до Неба» відбулася 28 червня 1997 року в Києві у форматі Open air як фестиваль Високої Моди. Але вже тоді, крім колекцій патріарха української моди Герца Меппена, італійського будинку Haute couture Litrico і першого в Україні будинку Haute couture Olga & Simonov, фестиваль був представлений виконавцями музичного та балетного мистецтва. Серед учасників першого фестивалю — народний артист СРСР Анатолій Солов'яненко, народна артистка України, прима-балерина балету Національної опери України Олена Філіп'єва, джазова співачка Оксана Кулакова, композитор Ігор Стецюк, Національний симфонічний оркестр України під керівництвом Володимира Сіренка.
У 2010 році в фестивалі «Сходи до Неба» взяли участь джазмен Олексій Козлов, російський модельєр В'ячеслав Зайцев із колекцією «Метаморфози», український модельєр Ольга Сімонова з колекцією вечірніх суконь «Танець Себе-Світанку», білоруська вокальна група Камерата, прима-балерина балету Національної опери України Олена Філіп'єва, заслужена артистка України Лілія Гревцова, композитор Ігор Стецюк, Національний симфонічний оркестр України під керівництвом Володимира Сіренка.
У 2011 році під егідою фестивалю «Сходи до Неба» відбулося турне по містах України (в оперних театрах Донецька, Одеси, Львова, у Київській філармонії) видатного баритона Дмитра Хворостовського.
4 грудня 2011 у Національній філармонії України в рамках фестивалю «Сходи до Неба» пройшов благодійний концерт «Різдвяні зустрічі: 3 піано»за участю народного артиста СРСР Анатолія Кочерги, джазового піаніста Дмитра Найдича, модельєра Ольги Симонової, заслуженої артистки України Лілії Гревцової, піаніста і композитора Ігоря Стецюка, тенора Юрія Лук'яненка, піаніста Євгенія Громова.
Гала-вистава фестивалю «Сходи до Неба» 2012 року відбулася 3 червня традиційно на сходах «Українського дому» Європейській площі Києва. В програмі взяли участь бас Анатолій Кочерга, сопрано Ольга Микитенко і Лілія Гревцова, піаніст Юрій Кот, піаніст та композитор Дмитро Найдич, скрипаль Василь Попадюк, тенор Юрій Годо, баритон Валерій Мурга, солісти балету Національного театру опери та балету України Олена Філіп'єва та Максим Мотков, письменник та поет Володимир Сімонов, скульптор Олексій Владіміров, Національний симфонічний оркестр України під керівництвом Володимира Сіренка. Жанрове розмаїття складалося з класики, джазу, етно і фольк-музики.

## Нагорода
Фестивалем «Сходи до Неба» засновано приз «Муза генія», який був виготовлений спеціально для фестивалю відомим українським скульптором  Ігорем Гречаником. У 2010 році бронзову статуетку отримала Світлана Солов'яненко — дружина видатного українського тенора Анатолія Борисовича Солов'яненка.

## Майстер-класи
У 2011 році під егідою фестивалю «Сходи до Неба» відбулися майстер-класи Дмитра Хворостовського, Анатолія Кочерги та Дмитра Найдича для студентів музичних вузів Києва.